# Politique dans le Nord
Pour un article plus général, voir Politique dans le Nord-Pas-de-Calais.
Le département français du Nord est un département créé le 4 mars 1790 en application de la loi du 22 décembre 1789, à partir de l'ancienne province de Flandre française, incluant le Hainaut français et le Cambrésis. Les 648 actuelles communes, dont presque toutes sont regroupées en intercommunalités, sont organisées en 41 cantons permettant d'élire les conseillers départementaux. La représentation dans les instances régionales est quant à elle assurée par 69 conseillers régionaux. Le département est également découpé en 21 circonscriptions législatives, et est représenté au niveau national par vingt-et-un députés et onze sénateurs.

## Représentation politique et administrative

### Préfets et arrondissements

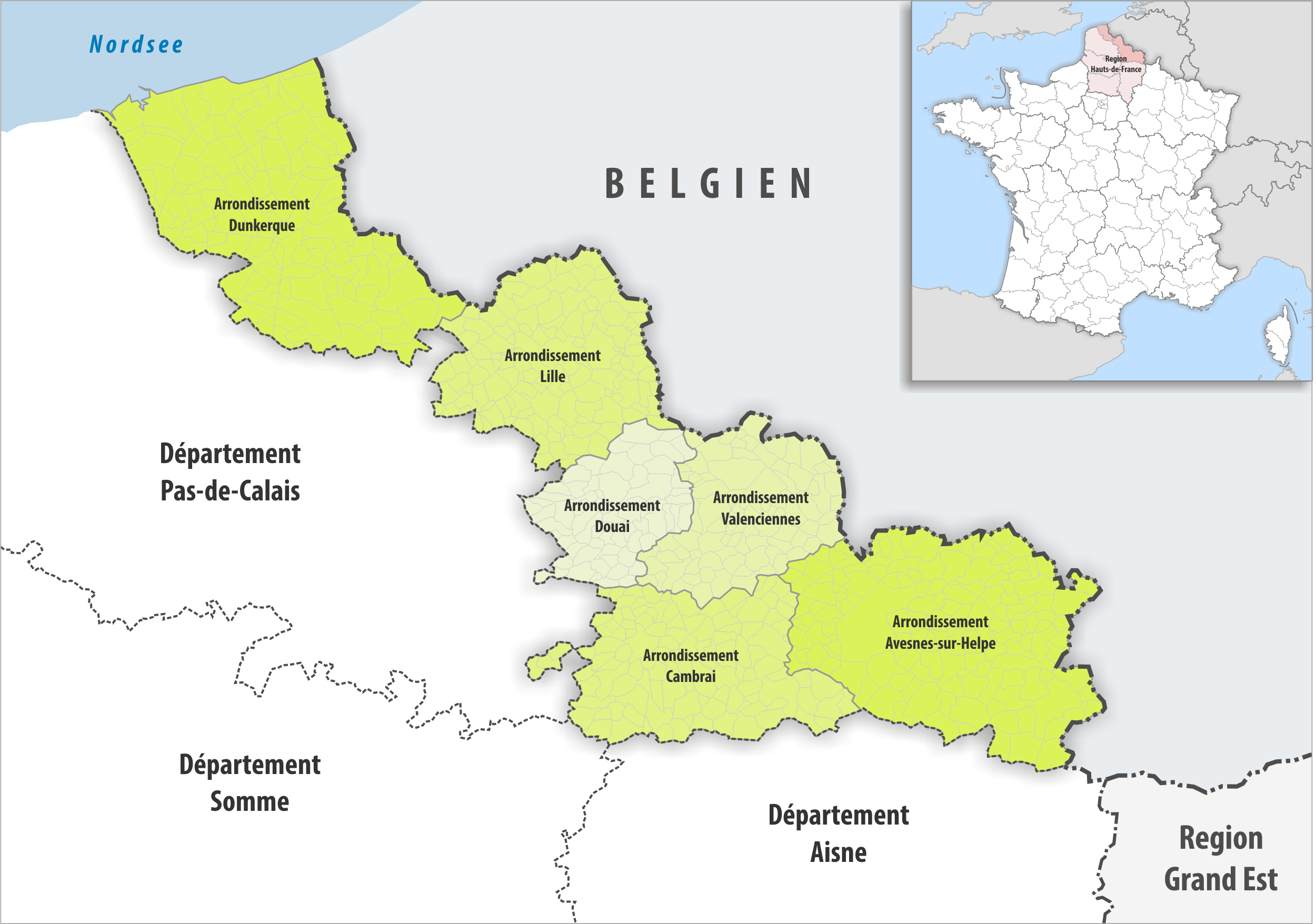
Arrondissements

La préfecture du Nord est localisée à Lille. Le département possède en outre deux sous-préfectures à Avesnes-sur-Helpe, Cambrai, Douai, Dunkerque et Valenciennes. Jusqu'en 1926, une sous-préfecture supplémentaire était située à Hazebrouck.

### Députés et circonscriptions législatives

Circonscriptions et affiliations à l'issue des élections de 2024.

| Circ. | Nom                         |  | Parti    | Groupe                                           | Suppléant               |
| ----- | --------------------------- |  | -------- | ------------------------------------------------ | ----------------------- |
| 1re   | Aurélien Le Coq             |  | LFI      | La France insoumise                              | Lahouaria Addouche      |
| 2e    | Ugo Bernalicis              |  | LFI      | La France insoumise                              | Marie Boucknooghe       |
| 3e    | Sandra Delannoy             |  | RN       | Rassemblement national                           | Joël Wilmotte           |
| 4e    | Brigitte Liso               |  | RE       | Ensemble pour la République                      | Grégoire Pérot          |
| 5e    | Sébastien Huyghe            |  | DVD      | Ensemble pour la République (app.)               | Matthieu Corbillon      |
| 6e    | Charlotte Parmentier-Lecocq |  | HOR      | Horizons et indépendants                         | Jean Moullière          |
| 6e    | Jean Moullière              |  | HOR      | Horizons et indépendants                         | –                       |
| 7e    | Félicie Gérard              |  | HOR      | Horizons et indépendants                         | Pascal Nys              |
| 8e    | David Guiraud               |  | LFI      | La France insoumise                              | Shéhérazade Bentorki    |
| 9e    | Violette Spillebout         |  | RE       | Ensemble pour la République                      | Raphaël Charpentier     |
| 10e   | Gérald Darmanin (2024-2025) |  | RE       | Ensemble pour la République                      | Vincent Ledoux          |
| 10e   | Vincent Ledoux              |  | RE       | Ensemble pour la République                      | —                       |
| 11e   | Roger Vicot                 |  | PS       | Socialistes et apparentés                        | Martine Cobbaert        |
| 12e   | Michaël Taverne             |  | LAF-RN   | Rassemblement national                           | Sabrina Thomas          |
| 13e   | Julien Gokel                |  | PS diss. | Socialistes et apparentés                        | Jean Bodart             |
| 14e   | Paul Christophe             |  | HOR      | Horizons et indépendants                         | Pierre Marle            |
| 14e   | Pierre Marle                |  | DVD      | Horizons et indépendants (app.)                  | –                       |
| 14e   | Paul Christophe             |  | HOR      | Horizons et indépendants                         | Pierre Marle            |
| 15e   | Jean-Pierre Bataille        |  | DVD      | Libertés, indépendants, outre-mer et territoires | Valentin Belleval       |
| 16e   | Matthieu Marchio            |  | RN       | Rassemblement national                           | Nathalie Facon          |
| 17e   | Thierry Tesson              |  | RAD      | Rassemblement national                           | Thibaut Francois        |
| 18e   | Alexandre Dufosset          |  | RN       | Rassemblement national                           | Pierre-Antoine Watremez |
| 19e   | Sébastien Chenu             |  | RN       | Rassemblement national                           | Régine Andris           |
| 20e   | Guillaume Florquin          |  | RN       | Rassemblement national                           | Sébastien Drappier      |
| 21e   | Valérie Létard              |  | UDI      | Libertés, indépendants, outre-mer et territoires | Salvatore Castiglione   |
| 21e   | Salvatore Castiglione       |  | UDI      | Libertés, indépendants, outre-mer et territoires | –                       |

### Sénateurs
| Nom                     |  | Parti | Groupe                                                                       | Autres mandats (passés ou actuels) |
| ----------------------- |  | ----- | ---------------------------------------------------------------------------- | ---------------------------------- |
| Éric Bocquet            |  | PCF   | Communiste, républicain, citoyen et écologiste - Kanaky                      |                                    |
| Guislain Cambier        |  | DVD   | Union centriste                                                              |                                    |
| Marc-Philippe Daubresse |  | LR    | Les Républicains                                                             |                                    |
| Franck Dhersin          |  | HOR   | Union centriste                                                              |                                    |
| Michelle Gréaume        |  | PCF   | Communiste, républicain, citoyen et écologiste - Kanaky                      |                                    |
| Olivier Henno           |  | UDI   | Union centriste                                                              |                                    |
| Joshua Hochart          |  | RN    | Réunion administrative des sénateurs ne figurant sur la liste d'aucun groupe |                                    |
| Patrick Kanner          |  | PS    | Socialiste, écologiste et républicain                                        |                                    |
| Marie-Claude Lermytte   |  | DVD   | Les Indépendants – République et territoires                                 |                                    |
| Audrey Linkenheld       |  | PS    | Socialiste, écologiste et républicain                                        |                                    |
| Dany Wattebled          |  | DVD   | Les Indépendants – République et territoires                                 |                                    |

### Conseillers départementaux

Cantons et affiliations à l'issue des élections de 2021.

| Canton                  | Conseiller Sortant                   | Parti | Parti | Conseiller Élu                       | Parti | Parti |
| ----------------------- | ------------------------------------ | ----- | ----- | ------------------------------------ | ----- | ----- |
| Aniche                  | Charles Beauchamp                    |       | PCF   | Charles Beauchamp                    |       | PCF   |
| Aniche                  | Maryline Lucas                       |       | PCF   | Maryline Lucas                       |       | PCF   |
| Annœullin               | Marie Cieters                        |       | LR    | Marie Cieters                        |       | LR    |
| Annœullin               | Philippe Waymel                      |       | LR    | Philippe Waymel                      |       | LR    |
| Anzin                   | Sylvia Duhamel                       |       | DVD   | Pierre-Michel Bernard                |       | DVG   |
| Anzin                   | Fabrice Zaremba                      |       | DVD   | Michelle Gréaume                     |       | PCF   |
| Armentières             | Carole Borie                         |       | LR    | Sylvie Delrue                        |       | DVD   |
| Armentières             | Michel Plouy                         |       | LR    | Michel Plouy                         |       | LR    |
| Aulnoye-Aymeries        | Bernard Baudoux                      |       | PCF   | Bernard Baudoux                      |       | PCF   |
| Aulnoye-Aymeries        | Marie-Aline Bréda                    |       | PCF   | Agnès Denys                          |       | PCF   |
| Aulnoy-lez-Valenciennes | Isabelle Choain                      |       | PCF   | Isabelle Choain                      |       | PCF   |
| Aulnoy-lez-Valenciennes | Jean-Claude Dulieu                   |       | PCF   | Jean-Claude Dulieu                   |       | PCF   |
| Avesnes-sur-Helpe       | Marie-Annick Dezitter                |       | LR    | Sébastien Seguin                     |       | DVD   |
| Avesnes-sur-Helpe       | Joël Wilmotte                        |       | LR    | Aude Van Cauwenberge                 |       | DVD   |
| Bailleul                | Béatrice Descamps                    |       | LR    | Stéphane Dieusaert                   |       | LR    |
| Bailleul                | Jean-Marc Gosset                     |       | MR    | Marie Sandra                         |       | DVD   |
| Cambrai                 | Sylvie Labadens                      |       | DVD   | Sylvie Labadens                      |       | DVD   |
| Cambrai                 | Nicolas Siegler                      |       | DVD   | Nicolas Siegler                      |       | DVD   |
| Le Cateau-Cambrésis     | Sylvie Clerc-Cuvelier                |       | DVD   | Yannick Caremelle                    |       | DVD   |
| Le Cateau-Cambrésis     | Didier Drieux                        |       | DVD   | Sylvie Clerc-Cuvelier                |       | DVD   |
| Caudry                  | Anne-Sophie Boisseaux-Lécuyer        |       | DVD   | Anne-Sophie Boisseaux-Lécuyer        |       | DVD   |
| Caudry                  | Guy Bricout                          |       | UDI   | Frédéric Bricout                     |       | UDI   |
| Coudekerque-Branche     | Isabelle Bulté-Marchyllie            |       | PS    | Barbara Bailleul                     |       | DVG   |
| Coudekerque-Branche     | Benoît Vandewalle                    |       | MDC   | Julien Gokel                         |       | PS    |
| Croix                   | Régis Cauche                         |       | LR    | Régis Cauche                         |       | LR    |
| Croix                   | Barbara Coevoet                      |       | UDI   | Barbara Coevoet                      |       | UDI   |
| Denain                  | Michel Lefebvre                      |       | PCF   | Michel Lefebvre                      |       | PCF   |
| Denain                  | Isabelle Zawieja-Denizon             |       | PCF   | Isabelle Zawieja-Denizon             |       | PCF   |
| Douai                   | Christian Poiret                     |       | DVD   | Christian Poiret                     |       | DVD   |
| Douai                   | Caroline Sanchez                     |       | DVD   | Caroline Sanchez                     |       | DVD   |
| Dunkerque-1             | Roméo Ragazzo                        |       | PS    | Grégory Bartholoméus                 |       | PS    |
| Dunkerque-1             | Virginie Varlet                      |       | PS    | Christine Decodts                    |       | DVG   |
| Dunkerque-2             | Martine Arlabosse                    |       | UDI   | Martine Arlabosse                    |       | UDI   |
| Dunkerque-2             | Paul Christophe                      |       | Agir  | Paul Christophe                      |       | Agir  |
| Faches-Thumesnil        | François-Xavier Cadart               |       | LR    | François-Xavier Cadart               |       | LR    |
| Faches-Thumesnil        | Annie Leys                           |       | LR    | Frédérique Seels                     |       | DVD   |
| Fourmies                | Carole Devos                         |       | DVD   | Carole Devos                         |       | DVD   |
| Fourmies                | Mickaël Hiraux                       |       | LR    | Mickaël Hiraux                       |       | LR    |
| Grande-Synthe           | Isabelle Fernandez                   |       | PRG   | Isabelle Fernandez                   |       | PRG   |
| Grande-Synthe           | Bertrand Ringot                      |       | PS    | Bertrand Ringot                      |       | PS    |
| Hazebrouck              | Catherine Depelchin                  |       | UDI   | Monique Evrard                       |       | DVD   |
| Hazebrouck              | Bruno Ficheux                        |       | UDI   | Valentin Belleval                    |       | DVD   |
| Lambersart              | Brigitte Astruc-Daubresse            |       | LR    | Marie-Laurence Fauchille             |       | DVD   |
| Lambersart              | Jacques Houssin                      |       | LR    | Jacques Houssin                      |       | LR    |
| Lille-1                 | Marguerite Chassaing                 |       | LR    | Élisabeth Masse                      |       | UDI   |
| Lille-1                 | Olivier Henno                        |       | UDI   | Sébastien Lepretre                   |       | LR    |
| Lille-2                 | Isabelle Frémaux                     |       | LR    | Marie Champault                      |       | DVD   |
| Lille-2                 | Jean-René Lecerf                     |       | DVD   | Loic Cathelain                       |       | LR    |
| Lille-3                 | Sébastien Duhem                      |       | PS    | Simon Jamelin                        |       | EÉLV  |
| Lille-3                 | Alexandra Lechner                    |       | PS    | Céline Scavennec                     |       | EÉLV  |
| Lille-4                 | Martine Filleul                      |       | PS    | Stéphanie Bocquet                    |       | EÉLV  |
| Lille-4                 | Marc Godefroy                        |       | PS    | Laurent Périn                        |       | G.s   |
| Lille-5                 | Patrick Kanner                       |       | PS    | Maël Guiziou                         |       | EÉLV  |
| Lille-5                 | Marie-Christine Staniec-Wavrant      |       | PS    | Anne Mikolajczak                     |       | EÉLV  |
| Lille-6                 | Élisabeth Masquelier                 |       | LREM  | Valérie Conseil                      |       | DVG   |
| Lille-6                 | Roger Vicot                          |       | PS    | Roger Vicot                          |       | PS    |
| Marly                   | Béatrice Descamps                    |       | UDI   | Béatrice Descamps                    |       | UDI   |
| Marly                   | Jean-Noël Verfaillie                 |       | DVD   | Jean-Noël Verfaillie                 |       | DVD   |
| Maubeuge                | Arnaud Decagny                       |       | UDI   | Nicolas Leblanc                      |       | LR    |
| Maubeuge                | Françoise Del Piero                  |       | LR    | Marie-Paule Rousselle                |       | DVD   |
| Orchies                 | Jean-Luc Detavernier                 |       | DVD   | Jean-Luc Detavernier                 |       | DVD   |
| Orchies                 | Marie-Hélène Quatrebœufs-Niklikowski |       | LR    | Marie-Hélène Quatrebœufs-Niklikowski |       | LR    |
| Roubaix-1               | Max-André Pick                       |       | LR    | Max-André Pick                       |       | LR    |
| Roubaix-1               | Karima Zouggagh                      |       | UDI   | Karima Zouggagh                      |       | UDI   |
| Roubaix-2               | Henri Gadaut                         |       | PS    | Benjamin Caillieret                  |       | PS    |
| Roubaix-2               | Soraya Fahem                         |       | DVG   | Soraya Fahem                         |       | DVG   |
| Saint-Amand-les-Eaux    | Claudine Derœux                      |       | DVG   | Claudine Derœux                      |       | DVG   |
| Saint-Amand-les-Eaux    | Éric Renaud                          |       | DVG   | Éric Renaud                          |       | DVG   |
| Sin-le-Noble            | Josyane Bridoux                      |       | DVG   | Josyane Bridoux                      |       | DVG   |
| Sin-le-Noble            | Frédéric Delannoy                    |       | PS    | Frédéric Delannoy                    |       | PS    |
| Templeuve-en-Pévèle     | Joëlle Cottenye                      |       | UDI   | Luc Monnet                           |       | DVD   |
| Templeuve-en-Pévèle     | Luc Monnet                           |       | DVD   | Charlotte Parmentier-Lecocq          |       | LREM  |
| Tourcoing-1             | Gustave Dassonville                  |       | LR    | Vincent Ledoux                       |       | Agir  |
| Tourcoing-1             | Marie Tonnerre-Desmet                |       | LR    | Marie Tonnerre-Desmet                |       | LR    |
| Tourcoing-2             | Doriane Bécue                        |       | DVD   | Doriane Bécue                        |       | DVD   |
| Tourcoing-2             | Maxime Cabaye                        |       | LR    | Gérald Darmanin                      |       | LREM  |
| Valenciennes            | Yves Dusart                          |       | DVD   | Laurent Degallaix                    |       | MR    |
| Valenciennes            | Geneviève Mannarino                  |       | UDI   | Valérie Létard                       |       | UDI   |
| Villeneuve-d'Ascq       | Didier Manier                        |       | PS    | Didier Manier                        |       | PS    |
| Villeneuve-d'Ascq       | Françoise Martin                     |       | DVG   | Françoise Martin                     |       | DVG   |
| Wormhout                | Patrick Valois                       |       | DVD   | Patrick Valois                       |       | DVD   |
| Wormhout                | Anne Vanpeene                        |       | DVD   | Anne Vanpeene                        |       | DVD   |

### Conseillers régionaux
Présidence : Xavier Bertrand (Aisne)
|            | Parti | Siège |
| ---------- | ----- | ----- |
| Majorité   |       |       |
|            | DVD   | 15    |
|            | UDI   | 13    |
|            | LR    | 11    |
|            | MoDem | 2     |
|            | PRV   | 1     |
|            | DVC   | 1     |
| Opposition |       |       |
|            | RN    | 12    |
|            | PS    | 5     |
|            | LFI   | 3     |
|            | EELV  | 3     |
|            | PCF   | 1     |
|            | G.s   | 1     |
|            | DVG   | 1     |

### Maires

Carte des 648 communes du Nord au 1er janvier 2022.

| Commune           | Maire                   |  | Parti | Élection | Population |
| ----------------- | ----------------------- |  | ----- | -------- | ---------- |
| Cambrai           | François-Xavier Villain |  | UDI   | 1992     | 31 568     |
| Douai             | Frédéric Chéreau        |  | PS    | 2014     | 39 833     |
| Dunkerque         | Jean Bodart             |  | DVC   | 2023     | 87 013     |
| Lille             | Martine Aubry           |  | PS    | 2001     | 238 695    |
| Marcq-en-Barœul   | Bernard Gérard          |  | LR    | 2001     | 39 943     |
| Roubaix           | Guillaume Delbar        |  | DVD   | 2014     | 99 507     |
| Tourcoing         | Doriane Bécue           |  | DVD   | 2020     | 99 160     |
| Valenciennes      | Laurent Degallaix       |  | HOR   | 2012     | 42 979     |
| Villeneuve-d'Ascq | Gérard Caudron          |  | DVG   | 2008     | 62 342     |
| Wattrelos         | Dominique Baert         |  | DVG   | 2000     | 40 881     |